# Ibrahim Abdul Razak
Ibrahim Abdul Razak (né le 18 avril 1983 à Accra au Ghana) est un footballeur international ghanéen, qui évoluait au poste de milieu de terrain.

## Biographie

### Carrière en sélection
Avec l'équipe du Ghana, il joue 24 matchs (pour aucun but inscrit) entre 2001 et 2006. 
Il figure notamment dans le groupe des sélectionnés lors de la CAN de 2002.

## Palmarès

### Palmarès en club
| Aalborg - Coupe du Danemark : - Finaliste : 1999-00. |  | Maccabi Netanya - Coupe de la Ligue israélienne : - Finaliste : 2004-05. - Championnat d'Israël D2 : - Vice-champion : 2004-05. |

### Palmarès en sélection
Ghana -20 ans
- Coupe du monde -20 ans :
  - Finaliste : 2001.